# Murder at the Vanities
Death at the Vanities é um filme estadunidense de 1934, do gênero musical, combinado com drama de mistério, dirigido por Mitchell Leisen. O filme foi feito logo antes do Código Hays, que implantou a censura em Hollywood ainda naquele ano. Isso explica porque, segundo Leonard Maltin, este é o mais indecente dos musicais em todos os tempos, com nudez parcial e diálogos sujos. Toda a ação transcorre nos bastidores da noite de abertura de mais uma Earl Carroll's Revue, uma revista popular na Broadway nas décadas de 1930 e de 1940.
O roteiro é baseado em peça de Earl Carroll e Rufus King.
Duke Ellington e sua orquestra se apresentam na canção final.

## Sinopse
O policial Bill Murdock é chamado por seu amigo Jack, gerente de palco da Earl Carroll's Revue, que estreia novo espetáculo. Acontece que, antes do pano subir, a atriz Ann Ware sofreu um atentado. Enquanto Bill se inteira da situação, é encontrado o corpo de Sadie Evans, uma detetive particular. Outra atriz, Rita Ross, conta a Bill que viu Sadie deixar o camarim de Alec Lander, o ator principal. Em seguida, a própria Rita é morta com a arma deste. O espetáculo continua e Bill investiga entre os números musicais, propenso a prender Eric.

## Elenco
| Ator/Atriz        | Personagem           |
| ----------------- | -------------------- |
| Carl Brisson      | Eric Lander          |
| Victor McLaglen   | Tenente Bill Murdock |
| Jack Oakie        | Jack Ellery          |
| Kitty Carlisle    | Ann Ware             |
| Dorothy Stickney  | Norma Watson         |
| Gail Patrick      | Sadie Evans          |
| Gertrude Michael  | Rita Ross            |
| Jessie Ralph      | Sra. Helene Smith    |
| Donald Meek       | Dr. Saunders         |
| Charles Middleton | Homer Boothby        |